# Harmoniehof
De Harmoniehof is een straat in Amsterdam Oud-Zuid. Deze straat maakt deel uit van een groot complex van middenstandswoningen, dat is gelegen tussen de Roelof Hartstraat, Hobbemakade, Reijnier Vinkeleskade en Joh.M. Coenenstraat. Architect J.C. van Epen kreeg de opdracht om dit complex te maken, in samenwerking met architect M.J.E. Lippits. De straat is gebouwd tussen 1919 en 1922 in opdracht van de Amsterdamsche Coöperatieve Woningvereeniging 'Samenwerking'.
De Harmoniehof kent een langgerekt plantsoen dat wordt afgesloten door twee dubbele villa’s. In het plantsoen, dat zelf een part rijksmonument is, staat de dierenfontein van Louise Beijerman. Om het plantsoen staan huizenblokken van drie verdiepingen hoog die gekarakteriseerd worden door ver overstekende pannendaken. Ook zijn er woonblokken van vijf verdiepingen hoog. Het complex bevat elementen die typisch zijn voor architect Van Epen, zoals erkers met steunberen, langgerekte traplichten en kleine vensters in verschillende vormen. Op de kruising met de De Langestraat staat het Oorlogsmonument Harmoniehof.

## Plan Zuid
De Harmoniehof maakt deel uit van Berlages Plan Zuid. In 1915 maakte hij een stedenbouwkundig plan voor de stadsuitbreiding van Amsterdam. Dit plan moest een einde maken aan de overbevolking van Amsterdam. Aan het project werkten veel architecten van de Amsterdamse School mee, onder wie Van Epen.
Een aantal huizen staat op de lijst van rijksmonumenten. Ook de tuin, het park en het plantsoen behoren tot deze lijst.
De Harmoniehof werd in 2006 door het Parool, na het Begijnenhof, uitgeroepen tot op een na mooiste straat van Amsterdam. Ook vormde de straat het decor van de roman De Bekoring van Hans Münstermann, die in 2006 met de AKO-literatuurprijs bekroond werd.

## Galerij

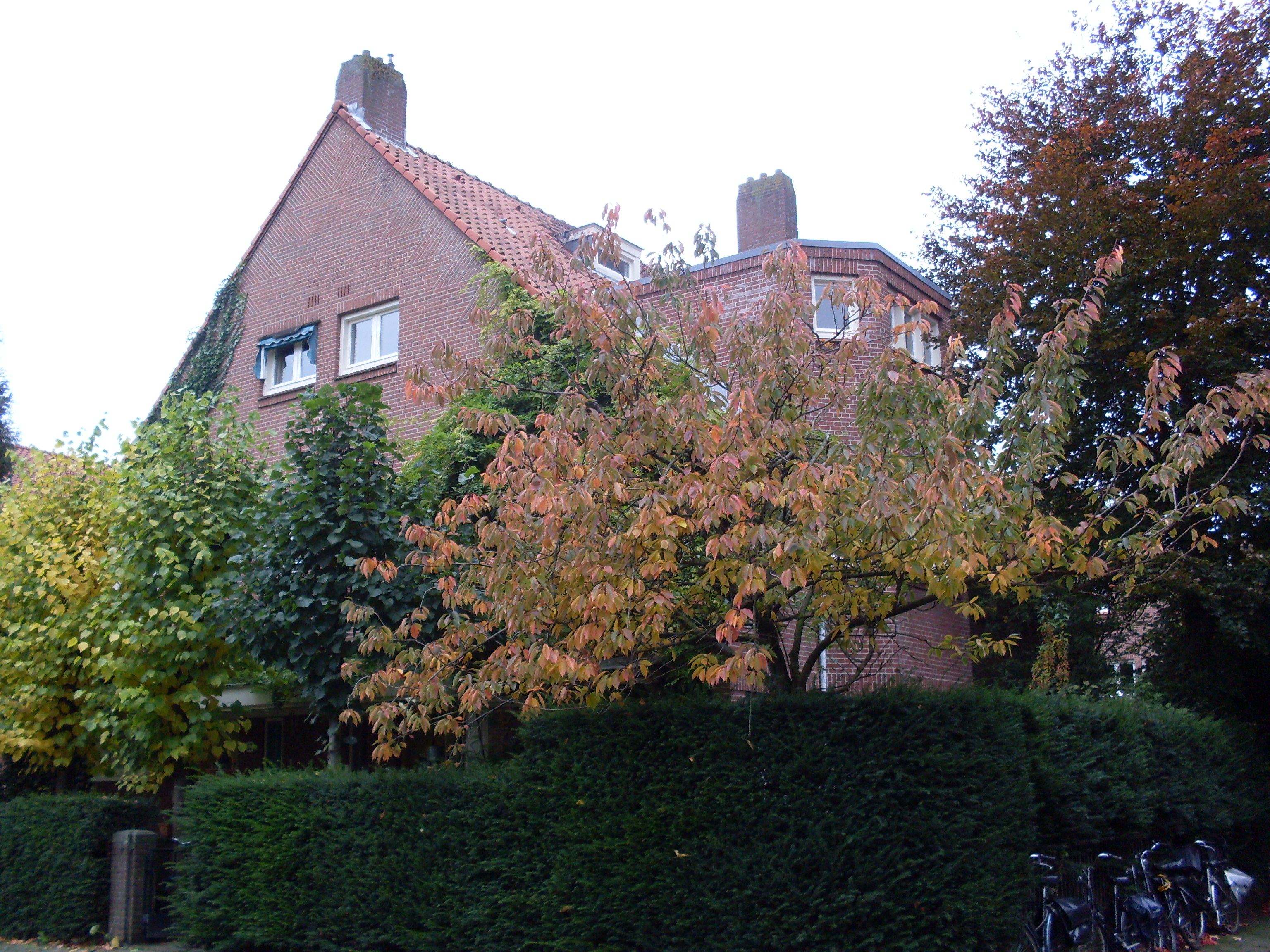
Harmoniehof 66